# Charaxes sambavanus
Charaxes sambavanus är en fjärilsart som beskrevs av Rothschild 1896. Charaxes sambavanus ingår i släktet Charaxes och familjen praktfjärilar. Inga underarter finns listade i Catalogue of Life.